# Очо-Ріос
Очо-Ріос (англ. Ocho Rios, ісп. Ocho Ríos — «вісім рік»; скорочена назва Очі, Ochie) — містечко на північному узбережжі Ямайки в окрузі Сент-Енн. Населення коливається залежно від туристичного сезону і становить від 8 до 16 тис. осіб.

## Клімат
Містечко знаходиться у зоні, котра характеризується кліматом тропічних саван. Найтепліший місяць — червень із середньою температурою 28.9 °C (84 °F). Найхолодніший місяць — січень, із середньою температурою 26.1 °С (79 °F).
| Клімат Очо-Ріоса        | Клімат Очо-Ріоса | Клімат Очо-Ріоса | Клімат Очо-Ріоса | Клімат Очо-Ріоса | Клімат Очо-Ріоса | Клімат Очо-Ріоса | Клімат Очо-Ріоса | Клімат Очо-Ріоса | Клімат Очо-Ріоса | Клімат Очо-Ріоса | Клімат Очо-Ріоса | Клімат Очо-Ріоса | Клімат Очо-Ріоса |
| Показник                | Січ.             | Лют.             | Бер.             | Квіт.            | Трав.            | Черв.            | Лип.             | Серп.            | Вер.             | Жовт.            | Лист.            | Груд.            | Рік              |
| Середній максимум, °C   | 28,9             | 28,9             | 28,9             | 28,9             | 30               | 31,1             | 31,1             | 31,1             | 31,1             | 31,1             | 28,9             | 28,9             | 29,9             |
| Середня температура, °C | 26,1             | 26,1             | 27,2             | 27,2             | 27,8             | 28,9             | 28,9             | 28,9             | 28,9             | 28,9             | 27,2             | 27,2             | 27,8             |
| Середній мінімум, °C    | 22,8             | 22,8             | 23,9             | 23,9             | 25               | 26,1             | 26,1             | 26,1             | 26,1             | 26,1             | 23,9             | 23,9             | 24,7             |
| Норма опадів, мм        | 31               | 22               | 23               | 37               | 92               | 97               | 98               | 105              | 129              | 171              | 97               | 42               | 944              |
| Днів з опадами          | 8                | 7                | 7                | 8                | 12               | 13               | 14               | 14               | 15               | 17               | 11               | 9                | 135              |
| ----------------------- | ---------------- | ---------------- | ---------------- | ---------------- | ---------------- | ---------------- | ---------------- | ---------------- | ---------------- | ---------------- | ---------------- | ---------------- | ---------------- |
| Джерело: Weatherbase    |                  |                  |                  |                  |                  |                  |                  |                  |                  |                  |                  |                  |                  |

## Історія

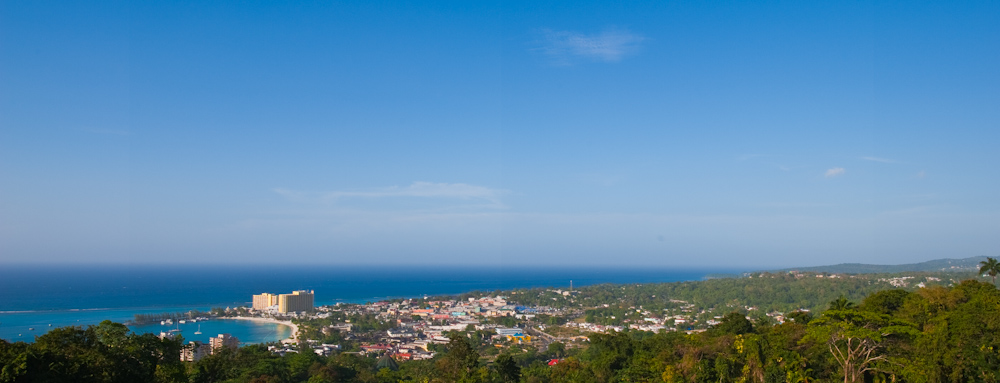
Вид Очо-Ріос з Shaw Park Gardens — 2010

Багато хто вважає, що Христофор Колумб вперше ступив на землю саме в Очо-Ріос, хоча він причалював в багатьох місцях уздовж узбережжя Ямайки. За межами міста мандрівники і жителі можуть відвідати Парк Колумба (Columbus Park), де Колумб нібито вперше зійшов на берег. Тут можна побачити морські артефакти та іспанські колоніальні будівлі.
Переважну частину своєї історії Очо-Ріос було невеликим рибальським селом, поки з розвитком туризму не перетворилося в популярний центр дайвінгу, водного спорту і пляжного відпочинку.

## Назва
Назва «Ocho Rios» є неправильною, тому що в цьому районі немає восьми річок. Найімовірніше ця назва є наслідком «перекручування» британцями оригінальної іспанської назви «Las Chorreras» («водоспади») — назви, яка була дана поселенню через довколишні водоспади Данс-Рівер.

## Економіка
Очо-Ріос входить до числа найбільших туристичних центрів Ямайки. Серед знаменитостей, які обрали містечко постійним місцем відпочинку, — Донна Саммер і Кіт Річардс.
У містечку є ресторани, нічні клуби в Margaritaville і бухті Dolphin Cove, де туристи плавають з дельфінами.
Містечко, мабуть, найвідоміше через фільм Доктор Но, найперший фільм про Джеймса Бонда, який вийшов 1962 року.

## Міста-побратими
- Даллас,  США
- Окленд (Каліфорнія),  США